# Pavel Vandas (architekt)
Pavel Vandas (* 29. listopadu 1952 Liberec) je český architekt, po sametové revoluci československý politik, poslanec Sněmovny lidu Federálního shromáždění za Občanské fórum, později za ODA.

## Biografie
Jeho otcem je spisovatel Jiří J. Vandas. Absolvoval gymnázium v Příbrami a v letech 1972–1978 vystudoval Fakultu architektury na ČVUT v Praze. Pracoval zpočátku v OPS Příbram, pak v KPÚ Praha v ateliéru C17 u arch. France. Pět měsíců byl na stáži ve Francii u CBC. Po sametové revoluci si založil vlastní ateliér Vandas Building. Je autorem několika staveb v Dobříši (řadové domy na Ligruse, obchodní středisko Černá Labuť, Škoda servis a evangelická fara).
Ve volbách roku 1990 zasedl do Sněmovny lidu (volební obvod Středočeský kraj) za Občanské fórum. Po rozkladu OF v roce 1991 přešel do poslaneckého klubu ODA. Ve Federálním shromáždění setrval do voleb roku 1992.